# Husum (Wüstung)
Husum, auch Husen, ist eine Wüstung, deren Feldmark östlich des Wieters in einem Dreieck zwischen dem Häuserberg und den Dörfern Hammenstedt und Suterode im Niedersächsischen Bergland lag.

## Geschichte
1208 wurde in dem Gebiet ein Landgut „Huserberg“ erwähnt. Daher gehen Sprachforscher davon aus, dass im Althochdeutschen damit „bei den Häusern“ gemeint ist.
Der Ort fand urkundliche Erwähnung im Jahr 1347 anlässlich eines Güterverkaufs durch Herzog Ernst von Braunschweig-Grubenhagen an das Kloster St. Blasius in Northeim. Der Abt dieses Klosters kaufte 1353 im Husumer Felde gelegene Güter von den Herren von Sebexen.
Das Einbecker Kloster Sankt Alexandri besaß hier seit unbekannter Zeit zwei Hufen, mit denen es die Stadt Northeim 1417 und 1494 gegen Erbenzins belieh. Die Erwähnung von 1494 war zugleich die letzte, da der Ort zu diesem Zeitpunkt bereits wüst gefallen war. Die Ablösung des Erbenzinsvertrages erfolgte erst 1840 gegen Zahlung von rund 26 Taler.
Die Herren von Plesse besaßen sechs Hufen, die die Stadt Northeim noch 1484 als Lehen innehatte. 1449 erlaubten die Herren von Plesse dem Northeimer Kloster, in der Feldmark einen Fischteich anzulegen.
1450 wurde ein Vertrag geschlossen zwischen dem Abt des Klosters Northeim und den Herren von Uslar, weil das Wasser des Hammenstedter Baches nicht nur den Teich, sondern auch die Mühle in Hammenstedt speiste, die von den Herren von Uslar betrieben wurde. Die Teichanlage wurde um 1470 zwecks Fischzucht vergrößert, was durch eine Kapitalaufnahme beim Kaland St. Georg Göttingen möglich wurde.
Die angelegten Teiche sind im Wesentlichen erhalten. Sie sind heute Teil des Husumer Tals und bieten u. a. einigen Entenarten und z. T. auch ausgesetzten Fischen Lebensraum, sind aber bedingt durch die umliegende intensiv betriebene Landwirtschaft teilweise von den Randzonen her eutrophiert.